# Madeleine Harris
Madeleine Harris (Londres, 28 de abril de 2001) é uma atriz britânica conhecida por suas dublagens nos filmes Paddington (2014) e Man Down (2015).

## Biografia
Nascida em Londres, Madeleine cresceu em sua cidade natal e em Shepton Mallet, Somerset.

## Carreira
Em 2012, Harris teve seu primeiro trabalho profissional de atuação, em Casualty. Depois dessa atuação, Madeleine Harris trabalhou nas séries Me and Mrs. Jones e The White Queen. Em 2013, intepretou a vampira de 360 anos Hetty em Being Human.
Em 2017, Madeleine estreou em seu maior trabalho, Paddington, após passar no teste que tinha mais de 100 concorrentes. De 2013 a 2016, Harris interpretou Karen no sitcom Man Down. Em 2014, enquanto ainda estudava, Madeleine Harris conseguiu combinar os horários da escola com a carreira de atriz. Além de atuar, Madeleine sempre gostou de outras atividades artísticas, como escrever suas próprias histórias, que pratica desde jovem.

## Filmografia
| Ano       | Título                   | Papel                     | Notas                                          |
| --------- | ------------------------ | ------------------------- | ---------------------------------------------- |
| 2012      | Casualty                 | Izzy Forrester            | "Duty of Care", "Death and Doughnuts"          |
| 2012      | The Charles Dickens Show | Betsy                     | "Child Labour"                                 |
| 2012      | Me and Mrs. Jones        | Poppy                     | Recorrente                                     |
| 2013      | Being Human              | Hetty                     | "The Trinity"                                  |
| 2013      | The White Queen          | Princess Margaret of York | "The Princes in the Tower", "The Final Battle" |
| 2013      | The Psychopath Next Door | Katie Moran               | Filme de TV                                    |
| 2013–2016 | Man Down                 | Karen                     | Papel principal                                |
| 2014      | Paddington               | Judy Brown                | Papel principal                                |
| 2016      | Father Brown             | Milly Le Broc             | "The Missing Man"                              |
| 2017      | Paddington 2             | Judy Brown                | [ 10 ]                                         |